# (8824) Genta
(8824) Genta es un asteroide perteneciente al cinturón de asteroides, descubierto el 18 de enero de 1988 por Masanori Matsuyama y el también astrónomo Kazuro Watanabe desde el Kushiro Marsh Observatory, Hokkaido, Japón.

## Designación y nombre
Designado provisionalmente como 1988 BH. Fue nombrado en honor de Genta Yamamoto (n. 1942) quien comenzó a crear cerámica a la edad de 20 años y es conocido por sus esfuerzos por revivir la "cerámica Hoshino", uno de los estilos tradicionales de cerámica de Japón. Sus obras tienen un motivo que imita cuerpos celestes. Conocido en Japón como “El hombre que hornea un planeta”, está trabajando en un diseño al estilo de una “estrella”.

## Características orbitales
(8824) Genta está situado a una distancia media del Sol de 2,799 ua, pudiendo alejarse hasta 3,281 ua y acercarse hasta 2,318 ua. Su excentricidad es 0,172 y la inclinación orbital 7,009 grados. Emplea 1710,85 días en completar una órbita alrededor del Sol.
Pertenece a la familia de asteroides de (668) Dora.
Los próximos acercamientos a la órbita de Júpiter ocurrirán el 4 de agosto de 2032, el 21 de febrero de 2141 y el 20 de abril de 2164.

## Características físicas
La magnitud absoluta de (8824) Genta es 13,88. Tiene 11,079 km de diámetro y su albedo se estima en 0,054.